# Jardin Carré
Jardin Carré (česky Čtvercová zahrada) je park, který se nachází v Paříži v 5. obvodu. Zahrada byla vytvořena v roce 1991 mezi domy č. 11-19 v ulici Rue Descartes na ploše 9083 m2 s centrální vodní nádrží a několika sochami. Je otevřena pouze o víkendu.

## Historie
V roce 1979 byly zahájeny rekonstrukční práce na budovách, kde do roku 1976 sídlila École Polytechnique. Vedoucím projektu byl architekt Denis Sloan. V roce 1981 se do okolních opravených budov nastěhovalo ministerstvo školství a jejich dvůr nechalo v roce 1991 přeměnit na zahradu. Ta je veřejnosti přístupná pouze během víkendu, kdy je ministerstvo uzavřené.